# Juraj Herz
Juraj Herz (4 de septiembre de 1934-8 de abril de 2018) fue un director, actor y guionista checo asociado al movimiento Nueva Ola Checoslovaca de los años 1960. Conocido sobre todo por sus películas de terror, cobró renombre por su film de 1969 El incinerador de cadáveres, película citada como uno de los mejores films de Checoslovaquia.

## Biografía
Herz nació en 1934 en Kežmarok, Eslovaquia, dentro de una familia judía. Durante la Segunda Guerra Mundial fue enviado al campo de concentración de Ravensbrück, experiencia que quedó grabada en su memoria y que plasmó más tarde en algunas de sus películas. Aunque sesenta de sus parientes perecieron en el exterminio, de su familia inmediata sobrevivieron todos.
Terminada la guerra estudió en la Escuela de Arte Industrial de Bratislava, donde se especializó en fotografía, luego realizó estudios de dirección y marionetas en la Academia de las Artes Escénicas de Praga (DAMU). 
Al comienzo de la década de 1960 fue actor en el teatro "Semafor" de la capital checa, y luego ejerció como asistente de dirección en los estudios de cine Barrandov.
Herz emigró (por motivos de censura cinematográfica) en 1987 a Alemania, donde trabajó sobre todo para la televisión. Después de la Revolución de Terciopelo de 1989 regresó a Checoslovaquia y vivió principalmente en Praga.

## Carrera de cineasta
Herz fue autodidacta como director. Gran parte de su trabajo inicial muestra su disposición a experimentar con estilos de edición y técnicas de montaje audaces a medida que aprendía que avanzaba. En la industria, trabajó con Ján Kadár (The Shop on the Main Street, 1965) y Zbynek Brynych (Transport from Paradise, 1962), sirviendo en ambas películas como director de la segunda unidad.
Es autor de más de 25 largometrajes, muchos de los cuales obtuvieron premios en los festivales de prestigio, en Karlovy Vary, Chicago o Montecarlo.
No hay dos películas iguales, por lo que es difícil identificar su firma. Sin embargo, sus películas siempre garantizan algo ingenioso, audaz y diferente a cualquier otra cosa de su tiempo y lugar. Este aspecto de su trabajo es más evidente en su dramático juego de época Lámparas de petróleo (Petrolejové Lampy, 1971), así como su hermosa adaptación expresionista de Guy de Maupassant, Dulces juegos del verano pasado (Sladké hry minulého léta, 1970), o su trágico Día para mi amor (Den pro mou lásku, 1977), que aborda el tema de la pérdida infantil.
Herz hizo su gran película en 1969, El incinerador de cadáveres (Spalovac mrtvol), basada en la novela de Ladislav Fuks, protagonizada por el actor Rudolf Hrušínský, en donde muestra que el horror proviene de lo absurdo o grotesco. La película fue prohibida por el régimen comunista poco después de la primavera de Praga en 1968. A pesar de esto, Herz continuó trabajando, tanto dentro como fuera del cine checoslovaco.
Dejó un importante legado al cine checoslovaco, gran parte del cual aún no se ha explorado fuera de su país natal.

## Filmografía selecta
- La tienda de chatarra (Sběrné surovosti, 1965)
- El signo de Cáncer (Znamení raka, 1965)
- El incinerador de cadáveres (Spalovač mrtvol, 1969)
- Dulces juegos del verano pasado (Sladké hry minulého léta, 1970)
- Lámparas de petróleo (Petrolejové lampy, 1971)
- Morgiana (1972)
- Día para mi amor (Den pro mou lásku, 1976)
- La Bella y la Bestia (Panna a netvor, 1978)
- El noveno corazón (Deváté srdce, 1979)
- Ferat Vampiro (Upír z Feratu, 1982)
- La noche me alcanza (Zastihla Mě Noc, 1986)
- Wolfgang Amadeus Mozart (1991)
- Oscuridad (T.M.A., 2009)
- Habermann (Habermannův mlýn, 2010)